# Helmut Rau
Pour les articles homonymes, voir Rau.
Helmut Rau, né le 24 avril 1950 à Tübingen, est un homme politique allemand membre de l'Union chrétienne-démocrate d'Allemagne (CDU).
Il a été ministre sans portefeuille du Land de Bade-Wurtemberg.

## Biographie
Il obtient son Abitur à Nürtingen, puis suit des études de philologie anglaise et de sciences politiques, d'abord à l'Université de Bonn puis à celle de Fribourg-en-Brisgau, où il passe avec son succès son diplôme de professeur en 1975. Il devient aussitôt directeur du centre de formation de la fondation Konrad Adenauer, et occupe ce poste durant treize ans.

## Parcours politique

### Au sein de la CDU
En 1988, il est désigné coordinateur de la CDU de Südbaden. Il participe à la réorganisation de la formation dans l'ancien district de Dresde de 1989 à 1990, puis entre, en 1998, à la commission fédérale pour l'éducation.
Il siège la commission fédérale pour le développement de la société de la connaissance depuis 1999. Deux ans plus tard, il intègre le comité directeur de la CDU de Südbaden et du Bade-Wurtemberg.

### Au sein des institutions
Il est élu député régional au Landtag du Bade-Wurtemberg en 1992, et prend la présidence de la mission d'information parlementaire sur l'enfance en 1994 pour une durée d'un an. En 1996, il est désigné porte-parole du groupe CDU pour l'éducation.
Nommé secrétaire d'État politique au ministère régional de l'Éducation en juin 2001, Helmut Rau devient ministre de l'Éducation, de la Jeunesse et des Sports du Bade-Wurtemberg le 5 octobre 2005, à la suite de l'élection d'Annette Schavan au Bundestag.
Reconduit le 14 juin 2006 lors de la formation de la seconde coalition noire-jaune de Günther Oettinger, il est nommé ministre sans portefeuille par Stefan Mappus le 24 février 2010, quatorze jours après avoir succédé à Oettinger. Il est remplacé le 12 mai 2011 par l'écologiste Silke Krebs.